# 다크홀
《다크홀》은 2021년 4월 30일부터 2021년 6월 5일까지 방송된 OCN과 tvN 금토 드라마다.

## 기획의도
싱크홀에서 나온 의문의 검은 연기를 마신 변종인간들 사이에서 살아남은 자들의 처절한 생존기를 그린 크리처 액션 스릴러

## 제작진

### 제작사
- ㈜영화사우상
- ㈜키위미디어그룹

### 연출
- 김봉주 : ( 영화 《즐거운 피구》(각본&감독), 영화 《신기전》(연출부), 영화 《거북이 달린다》(연출부지원), 영화 《할머니, 나이스 샷!》(각본&감독), 영화 《황해》(연출부&단역(가리봉 조선족 5) 役), 영화 《시체가 돌아왔다》(조감독), 영화 《더 폰》(각본&감독) 등 연출 )

### 극본
- 정이도 : ( OCN 토일드라마 《구해줘》(집필), OCN 토일드라마《타인은 지옥이다》(집필), MBC 월화드라마 《아이템》(집필) 등 집필 )

## 등장 인물

### 주요 인믈
- 김옥빈 : 이화선 역 - "반드시 살아남아야 해, 절대 혼자서는 안 가."

연기를 마시고 변하지 않은, 유일한 생존자. 서울지방청 광수대 형사.
동료들도 인정하는 자타 공인 굳건한 정신력의 대명사.
그러나 수사하고 있던 사건의 용의자에게 유일하게 가족이 되어준 남편마저 살해 당하자 사랑하는 사람을 지키지 못했다는 트라우마에 빠지게 되는데..
그러던 어느 날 남편을 죽인 살인마 이수연의 전화를 받고 내려가게 된 무지시에서 검은 연기를 마시고 변종 인간이 되어버린 사람들을 목격하게 되고, 자신 역시 문제의 검은 연기를 마시게 된다.
하지만 화선은 변종이 된 사람들과는 달리 공포와 맞서 싸워나가며 다른 생존자들과 함께 잃어버린 일상을 되찾는 데 앞장선다.
- 이준혁 : 유태한 역 - "어떻게든 살리고 싶어. 단 한 사람이라도."

죽음을 두려워 하지 않는, 강인한 생존자. 現 렉카 기사, 前 경찰.
천하태평 한 성격에 농담과 장난을 즐기는 껄렁이처럼 보이지만, 실은 누구보다 강인한 정의감을 갖고 있다.
오해가 얽힌 불미스러운 일로 경찰 제복을 벗기는 했지만, 언제나 경찰 시절에 대한 자부심을 갖고 있는 인물이다.
그래서 변종들로 인해 무지시가 아비규환에 빠지자, 우연히 만난 형사 화선과 함께 누구보다 적극적으로 사람들을 구하기 위해 애쓴다.
화선의 가장 큰 조력자임과 동시에 검은 연기를 들이마신 화선이 다른 변종 인간들처럼 변하지 않도록 끝까지 그 옆을 지켜주는 정신적 버팀목이기도 하다.

### 무지시 생존자들

#### 무지병원
- 송상은 : 김선녀 역 - 무지시 무당, 엄마를 대신해 신 내림까지 받아가며 일생을 헌신했건 만 예고도 없이 신빨이 사라지자 내림 굿을 받았던 선녀 신을 증오하게 된다. 그렇게 절망에 빠져있던 그 앞에 정체를 알 수 없는 연기와 함께 새로운 신이 나타나게 되는데.. 그는 더 큰 힘을 얻기 위해 새로운 신을 받아들이기로 한다.
- 배정화 : 한지수 역 - 무지병원 응급학과 의사.
- 이하은 : 윤샛별 역 - 무지병원 간호사, 얼마 전 서울에서 무지병원으로 로테이션 온 간호사. 연약해 보이는 겉모습과 달리 간호사로서의 사명감을 다해 도망치지 않고 병원에 남아 환자들을 돕는다. 태한의 친구, 영식과 짧은 인연이 있다.

#### 무지고교
- 김병기 : 최경수 역 - 무지고교 이사장, 피도 눈물도 없는 국가 기관 고문 기술자에서 수완 좋은 지역 유지. 교육 재단 이사장까지 하이 패스로 달려온 인물. 자신의 권력과 돈 앞에 머리를 조아리는 사람들을 보며 이를 내심 즐기며 살아왔다.
- 오유진 : 한동림 역 - 부모님이 사고로 돌아가신 후 홀로 할머니를 부양해야 하는 상황 속 마을에서도, 학교에서도, 모두 힘없는 자신을 이용하려는 사람들 뿐이지만 무너지지 않기 위해 사력을 다하며 하루하루를 버텨내는 중이다.
- 박근록 : 최승태 역 - 무지고교 교사, 모범적이고 겸손한 인품 덕에 동료 선생님들과 학생들, 학부모들 사이에서 명망이 두텁다. 패닉의 상황에서 사람들을 구하기 위해 과도하리 만큼 애를 쓴다.
- 김도훈 : 이진석 역 - 무지고교 퇴학생, 퇴학을 당한 뒤 지금까지 동네 양아치로 살아왔다. 동림을 비롯한 불우한 가정의 여학생들이나 가출한 여학생들을 이용해 쉽게 돈을 벌어 보려고 한다. 동림을 끈질기게 쫓아다니며 괴롭히는 인물.
- 박시연 : 도예지 역
- 가수민 : 여한영 역 - 무지고등학교에 있던 학생 중 한 명. 무지고등학교가 이진석에 의해 무너질 당시 도윤과 함께 방송실에 피신해있던 한 명. 결국 무지고등학교 생존자 중에선 최후의 1인으로 남게 된 한영은 한 달 후 고등학교 3학년이 되어 재수 생이 된 민규와 함께 학원을 다니며 우연히 만난 순일에게 인사를 한다.
- 정수빈 : 여학생 2 역

#### 그외 생존자
- 이예빛 : 정도윤 역 - 개하초 1학년, 검은 연기를 마시고 변해버린 사람들 속에서 엄마를 잃고 화선에 의해 극적으로 살아남게 된 아이.

처음에는 자신을 불편해 하던 화선과 생사 고락을 함께 하게 되면서 점차 서로에게 가장 의지가 되는 관계로 발전해 나간다.

### 그 외 인물
- 임원희 : 박순일 역 - "환장하겠네, 연기 속에 뭐라도 있다는 거야?"

인간적 면모가 다분한, 현실적 조력자. 무지시 지구대 경장.
지역 사정에 밝고 마을 사건에 솔선수범하는 경찰이자 무지고등학교 최경수 이사장의 뒤처리 역시 마다 않는 경찰.
혼란에 빠진 무지시에서 사람들을 구하기 위해 고군분투하는 태한에게 화선 다음으로 가장 큰 도움을 주는 조력자이기도.
- 조지안 : 조현호 역 - 지구대 순경, 사회 초년생 답게 싹싹하고 예의 바른 모습의 경찰이지만 가끔 아이 같은 엉뚱함과 허당 끼의 소유자.

곧 태어날 아이를 기다리며 행복한 생활을 하고 있는데 무지시에 검은 연기가 들이닥치면서 아내가 있는 집으로 돌아가지 못하고 박순일 경장과 함께 무지 병원에 갇히게 된다.
- 윤정훈 : 우상 역
- 김한종 : 남영식 (†) - 견인차 기사로 태한의 친구. 변종인간이 된 두 번째 희생자
- 윤슬 : 김보은 역 - 무지병원 간호사. 도윤의 엄마. 이수연에게 낚여 휴대폰을 도둑맞은 적이 있다. 끝까지 달려드는 변종 인간으로부터 도윤을 지키기 위해 어쩔 수 없이 희생을 하며 화선에게 도윤을 잘 부탁한다는 부탁을 한다.
- 이하은 : 이수연 역 - 연쇄살인마, 하얀 얼굴, 긴 생 머리에 보호 본능을 자극하는 여린 모습이지만, 사실은 약물로 사람을 죽인 뒤 얼굴에 흰 복면을 씌워 붉은 립스틱으로 장난스럽게 스마일 표시를 그려 넣는 사이코패스다.

화선의 남편을 살해한 후 화선에게 조롱하듯 전화를 걸어 자신이 있는 무지시로 내려오게 만드는 인물.
- 정해균 : 임주호 역 - 여전히 사이비에서 벗어나지 못한 채로 무지시에 찾아온 혼란을 이용. 공포에 빠진 사람들을 사로잡으려는 광기에 찬 모습을 보인다.
- 허형규 : 강성범 역 - 화선의 남편. 이수연에게 사망하여 화선이 반드시 죽여서라도 잡을 의지를 불태우게 만드는 원인. 그러나 매번 화선이 환각에 빠질 때마다 나타나 그녀를 구해주는 장본인이기도 하다.
- 원춘규 : 남진일 역 - 섬유종을 앓고 있는 약초꾼. 변종 인간이 된 첫 번째 희생자. 산길을 따라 걷다가 잠시 쉬던 중 검은 연기가 담긴 옥색 빛 돌을 줍게 된다.
- 장성원 : 이영태 역 - 무지병원 보안 요원.
- 전여진 : 김지민 역
- 용진 : 뱀눈 역 - 무지시 조폭. 오래 전 태한이 누명을 쓴 사건에 배후로, 약점이 잡힌 순일을 협박하여 거슬리는 태한이 뇌물을 받았다는 누명을 씌워 파면 시키라고 종용했다.
- 김수를 : 윤지애 역 - 조현호의 아내이자 곧 출산을 앞둔 만삭의 임산부.
- 후세인 엘리아스 : 라누 역 - 무지시에서 일하던 외국인 노동자.
- 최준규 : 유강수 역 - 유태한의 동생.
- 서영삼 : 서용민 역
- 이현균 : 노진수 역 - 살충제를 일부러 마신 후 무지병원으로 이송된 흉악범. 교도관을 교살 한 후 자기가 교도관인 척 연기를 했다.
- 민지희 : 어둠의 속삭임 역 (목소리)
- 박지안 : 장명철 역 - 목소리가 크고 주변을 선동하는 캐릭터로, 화선·태한과 대립하는 인물. 학교 탈출 이후부터 동행하여 이기적인 면모를 보여줌. 이후 뱀눈의 선동 질로 중환자실에 있는 사람들을 몰아내려 하나 변종 인간들의 습격으로 인해 사망.
- 미상 : 동림의 아버지 역
- 나세나 : 나세나 역 - 무지고등학교 음악 선생. 최경수가 한동림의 아버지를 뺑소니 한 후 정규직 채용을 빌미로 사건 은폐에 협조했다.
- 전영미 : 봉주 엄마 역
- 미상 : 힘찬 역 - 현호와 지애의 아들. 죽을 고생을 한 지애의 노력 덕분에 세상 빛을 보게 되었다.
- 미상 : 화학공장단지의 생존자 역
- 오유진

### 특별출연
- 탁재훈 : 배 사장 역 - 연기를 마시고 변종이 되는 시골 식당의 사장.
- 안은진 : 소정화 역 - 화선의 후배 형사

## 같이 보기
- 대한민국의 텔레비전 드라마 목록 (ㄷ)
- 2021년 대한민국의 텔레비전 드라마 목록